# داویده روداری
داویده روداری (انگلیسی: Davide Rodari؛ زادهٔ ۲۳ ژوئن ۱۹۹۹) بازیکن فوتبال است.